# IFK Norrköping

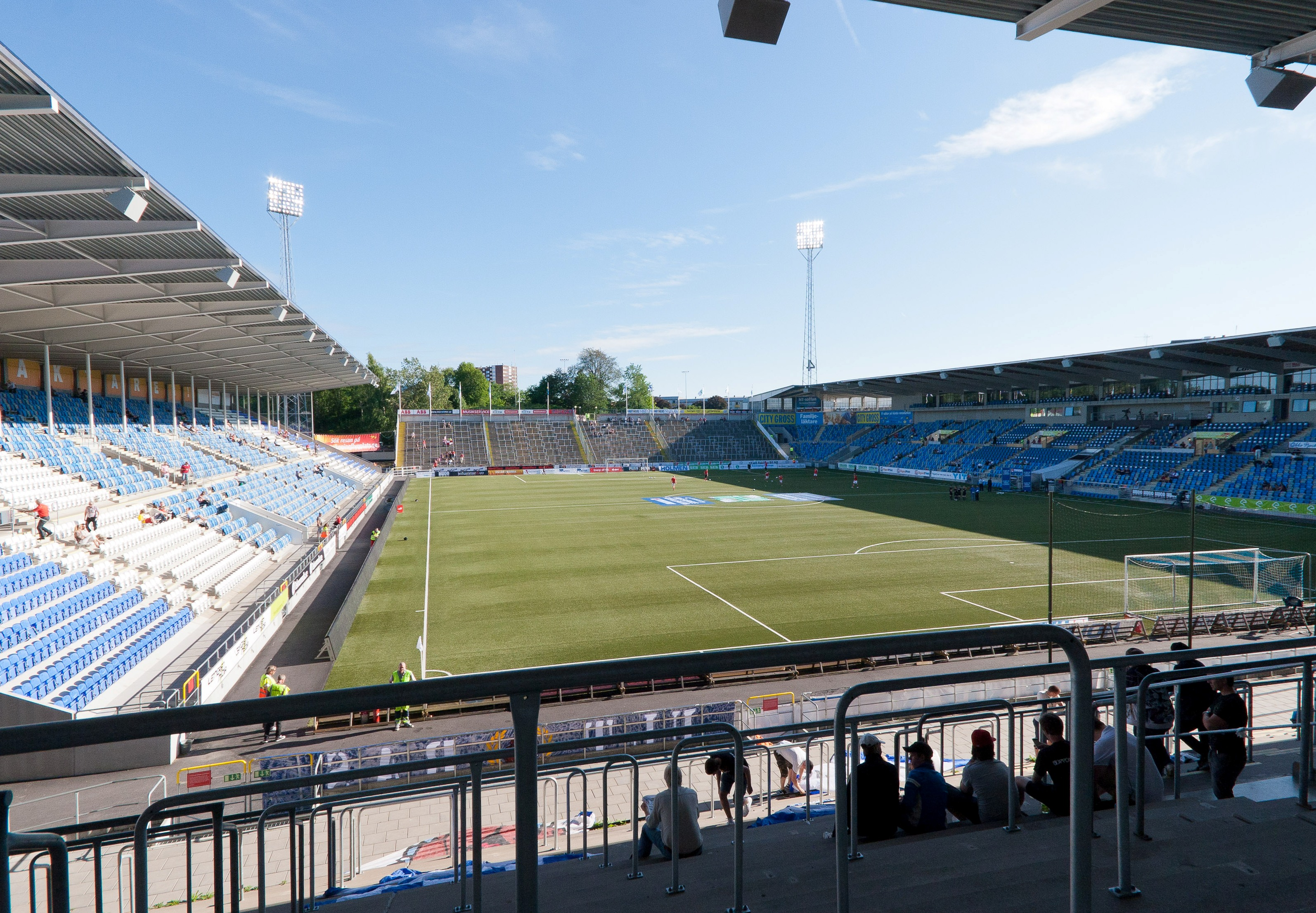
Norrköping Idrottspark

Az IFK Norrköping, teljes nevén Idrottsföreningen Kamraterna Norrköping egy svéd labdarúgócsapat, Norrköping városában. Jelenleg az svéd első osztályban szerepel.
A svéd labdarúgó-bajnokságot (Allsvenskan) 13, míg a svéd kupát 6 alkalommal nyerte meg. 1966-ban az UEFA Intertotó-kupában a döntőig menetelt, ahol ezüstérmet szerzett.
Hazai mérkőzéseiket a 16700 fő befogadására alkalmas Idrottsparkenban játsszák.

## Története
A klubot 1897. május 24-én alapították. Az első bajnoki címét 1944-ben szerezte. Legsikeresebb időszakát 1942-től 1948-ig élte a csapat. Czeizler Lajos irányítása alatt csapatával öt bajnoki címet (1943, 1945, 1946, 1947, 1948) és kettő kupagyőzelmet (1943, 1945) szerzett. 1948-ban a legidősebb edzőként (54 éves, 8 hónapos és 1 napos) érte el csapatával a bajnoki győzelmet.
Legutolsó bajnoki címét 2015-ben érte el.

## Edzői
- 1942-1948 Czeizler Lajos

## Jelenlegi keret
2015. január 9. szerint.
| #  |     | Poszt | Név                 |
| -- | --- | ----- | ------------------- |
| 4  | SWE | KP    | Andreas Johansson   |
| 6  | SWE | V     | Linus Wahlqvist     |
| 14 | SWE | KP    | Nicklas Bärkroth    |
| 15 | SWE | V     | Marcus Falk-Olander |

| #  |     | Poszt | Név                 |
| -- | --- | ----- | ------------------- |
| 16 | SWE | CS    | Joel Enarsson       |
| 17 | SLE | CS    | Alhaji Kamara       |
| 19 | SWE | KP    | Mirza Halvadžić     |
| 20 | FIN | KP    | Daniel Sjölund      |
| 22 | CRC | V     | Christopher Meneses |
| 23 | SWE | V     | David Boo Wiklander |
| 24 | SWE | KP    | Gentrit Citaku      |
| 25 | SWE | KP    | Filip Dagerstål     |
| 26 | SWE | V     | Adnan Kojić         |
| 91 | SWE | K     | David Mitov Nilsson |
| —  | SWE | CS    | Tidjani Diawara     |

## Sikerek
- Allsvenskan:
  - 1. hely (12): (1942–43, 1944–45, 1945–46, 1946–47, 1947–48, 1951–52, 1955–56, 1956–57, 1960, 1962, 1963, 1989, 2015)
  - 2. hely (9): (1952–53, 1957–58, 1959, 1961, 1966, 1987, 1989, 1990, 1993)
- Superettan
  - 1. hely (1): (2007)
  - 2. hely (1): (2010)
- Svenska Cupen:
  - 1. hely (6): (1943, 1945, 1968–69, 1987–88, 1990–91, 1993–94)
  - 2. hely (4): (1944, 1953, 1967, 1971–72)

## Európai kupákban való szereplés
| Szezon  | Versenykiírás               | Forduló      | Nemzet  | Ellenfél              | Eredmények                 |
| ------- | --------------------------- | ------------ | ------- | --------------------- | -------------------------- |
| 1956–57 | BEK                         | Nyolcaddöntő | ITA     | AC Fiorentina         | 1–1, 0–1                   |
| 1957–58 | BEK                         | Nyolcaddöntő | YUG     | Crvena Zvezda         | 2–2, 1–2                   |
| 1962–63 | BEK                         | Selejtező    | Albánia | Partizani Tirana      | 2–0, 1–1                   |
|         |                             | Nyolcaddöntő | POR     | S.L. Benfica          | 1–1, 1-5                   |
| 1963–64 | BEK                         | Selejtező    | Belgium | Standard Liége        | 0–1, 2–0                   |
|         |                             | Nyolcaddöntő | ITA     | AC Milan              | 1–1, 2–5                   |
| 1968–69 | Kupagyőztesek Európa-kupája | 1. kör       | Északír | Crusaders F.C.        | 4–1, 2–2                   |
|         |                             | 2. kör       | NOR     | FC Lyn                | 3–2, 0–2                   |
| 1969–70 | Kupagyőztesek Európa-kupája | 1. kör       | Málta   | Sliema Wanderers F.C. | 5–1, 0–1                   |
|         |                             | 2. kör       | GER     | Schalke 04            | 0–0, 0–1                   |
| 1972–73 | UEFA-kupa                   | 1. kör       | Románia | Flamura Roşie Arad    | 2–0, 2–1                   |
|         |                             | 2. kör       | ITA     | FC Internazionale     | 0–2, 2–2                   |
| 1978–79 | UEFA-kupa                   | 1. kör       | SCO     | Hibernian             | 0–0, 2–3                   |
| 1982–83 | UEFA-kupa                   | 1. kör       | ENG     | Southampton           | 0–0, 2–2                   |
|         |                             | 2. kör       | ITA     | A.S. Roma             | 1–0, 0–1 (2–4 büntetőkkel) |
| 1988–89 | Kupagyőztesek Európa-kupája | 1. kör       | ITA     | UC Sampdoria          | 2–1, 0–2                   |
| 1990–91 | UEFA-kupa                   | 1. kör       | GER     | 1. FC Köln            | 0–0, 1–3                   |
| 1991–92 | Kupagyőztesek Európa-kupája | 1. kör       | LUX     | Jeunesse Esch         | 4–0, 2–1                   |
|         |                             | 1. kör       | FRA     | AS Monaco             | 1–2, 0–1                   |
| 1992–93 | UEFA-kupa                   | 1. kör       | ITA     | Torino FC             | 1–0, 0–3                   |
| 1993–94 | UEFA-kupa                   | 1. kör       | Belgium | KV Mechelen           | 0–1, 1–1 (hosszabbításban) |
| 1994–95 | Kupagyőztesek Európa-kupája | Selejtező    | CZE     | FK Viktoria Žižkov    | 3–3, 0–1                   |
| 2000–01 | UEFA-kupa                   | Selejtező    | Feröer  | GÍ Gøta               | 2–1, 2–0                   |
|         |                             | 1. kör       | CZE     | FC Slovan Liberec     | 2–2, 1–2                   |

### Ismertebb játékosok
- Brian McDermott
- Antti Sumiala
- Joachin Yaw Acheampong
- Bennard Yao Kumordzi
- Rabóczki Balázs
- Gunnar Þor Gunnarsson
- Birkir Kristinsson
- Stefan Thordarson
- Russel Mwafulirwa
- Abderrahman Kabous
- Marcin Burkhardt
- Jevgenyij Kuznyecov
- Ranko Đorđić
- Slobodan Marovic

## A klub történetének gólkirályai

### Allsvenskan
- Gunnar Nordahl 1944–45 (27 góllal), 1945–46 (25 góllal), 1947–48 (18 góllal)
- Harry Bild 1956–57 (19 góllal)
- Henry "Putte" Källgren 1957–58 (27 góllal) (társgólkirály: Bertil Johansson, IFK Göteborg)
- Ove Kindvall 1966 (20 góllal)
- Jan Hellström 1989 (16 góllal)
- Niclas Kindvall 1994 (23 góllal)

### Svéd másodosztály (Superettan)
- Stefan Pettersson 1983 (17 góllal)
- Bruno Santos 2005 (17 góllal)
- Garðar Gunnlaugsson 2007 (18 góllal)

## Klubrekordok
- Legnagyobb arányú győzelem: 11–1 a Djurgårdens IF ellen, 1945. október 14.
- Legnagyobb arányú vereség: 0–11 az Örgryte IS ellen, 1928. április 6. és a Helsingborgs IF ellen 1929. szeptember 22.
- Legmagasabb hazai nézőszám: 32 234, a Malmö ellen, 1956. június 7.
- Legtöbb válogatottsággal rendelkező játékos: Andrius Skerla (Litvánia), (81 alkalom) 2000–2005
- Legtöbb alkalommal pályára lépő játékos: Åke "Bajdoff" Johansson, 321 mérkőzés, (1949–1956)
- Legtöbb gólt szerző játékos: Henry "Putte" Källgren, 126 gól, (1951–1960)
- Legdrágábban vett játékos: Kevin Amuneke, 3 millió korona, CSZKA Szofija, 2007.
- Legdrágábban eladott játékos: Tomas Brolin, 11 millió korona, Parma FC, 1990.

## Külső hivatkozások
- Hivatalos weboldal
- Szurkolói oldal
- Szurkolói oldal